# Nová Bystřice
Nová Bystřice är en stad i Tjeckien.   Den ligger i distriktet Jindřichův Hradec och regionen Södra Böhmen, i den centrala delen av landet, 130 km söder om huvudstaden Prag. Nová Bystřice ligger 593 meter över havet och antalet invånare är 3 371.
Terrängen runt Nová Bystřice är lite kuperad, och sluttar västerut. Runt Nová Bystřice är det ganska glesbefolkat, med 47 invånare per kvadratkilometer. Närmaste större samhälle är Jindřichův Hradec, 15,7 km nordväst om Nová Bystřice. I omgivningarna runt Nová Bystřice växer i huvudsak blandskog.